# Водіння Куста
Водіння Ку́ста, або Ку́ст — дохристиянський західнополіський весняно-літній обряд, приурочений до дня Святої Трійці. Проводиться на перший або другий день Трійці. Ареал проведення обряду охоплює історичну Пінщину, територію сучасних північних частин Зарічненського, Дубровицького районів Рівненської області, Любешівського району Волинської області України та Пінського, Івановського району, частково — Лунинецького, Столінського, Івацевицького районів та село Спорове Березівського району Берестейської області Білорусі. 16 листопада 2018 року наказом Міністерства культури України обряд включений до Національного переліку елементів нематеріальної культурної спадщини України.

## Історія
Деякі відомості про обряд та кустові пісні з'являлися ще в публікаціях першої половини XIX століття. У 1831 році Лукаш Голембіовський опублікував одну кустову пісню, а у 1851 році Ромуальдом Зенкевичем у збірнику «Piosenki gminne ludu Pińskiego» була опублікована вже 21 кустова пісня і здійснений стислий опис обряду. Кустові пісні та свідчення про обряд можна зустріти в роботі 1878 року «Pieśni obrzędowe ludu ruskiego z okolic Pińska» П. Биковського. Деякі матеріали, зібрані в Пінському повіті, були опубліковані у 1890 році у збірнику «Пинчуки» Д. Г. Булгаковського. Пізніше кустові пісні та сам обряд розглядали у свої роботах Митрофан Довнар-Запольський (1895), П. В. Шейн (1902), Є. Р. Романов (1911), Дмитро Зеленін (кінець 1930-тих) та інші.
Вперше в Україні обряд зафіксований С. Кітовою. У 1972 році у журналі «Народна творчість та етнографія» вийшла стаття С. Кітової з дослідженням обряду в селі Сварицевичі Дубровицького району Рівненської області. Відповідно до даних фольклориста і етнографа Олексія Ошуркевича обряд проводився майже до середини XX століття в селах Сваловичах і Хоцуні Любешівського району Волинської області.
Єдиним місцем в Україні, де сьогодні проводять цей обряд, залишається село Сварицевичі Дубровицького району Рівненської області. 2022 року обряд вперше провели в Рівному, його планують внести до списку нематеріальної спадщини ЮНЕСКО.

## Проведення
Проводився в перший день Зелених свят. Під час проведення обряду в зелень вбирають дівчину (Куста). На наступний день Трійці гурт дівчат водить головну героїню селом, заходячи у двори зі співами «кустових пісень» та побажаннями. Основні мотиви цих пісень — величання «Куста» як символу добра і побажання врожаю та інших господарських успіхів. Крім того, ці пісні торкаться теми дівочого щастя в коханні.
На Волині участь в обряді брали жінки різного віку. Юним учасницям виплітали спідницю з лепехи, опоясували крайкою, обтикували квітками та гілками з листям. На голову одягали багато різних вінків (до 10). Решта учасниць одягала святковий наряд та вінки. Старші жінки одягали білі квітчасті хустки. Головним завданням звичаю було, щоб ніхто не впізнав особу «куста» (головної героїні). З домів до гурту виходили господарі з пирогами та узваром, якими пригощали дівчат. Натомість учасниці співали пісні та поздоровляли. Після закінчення обходу учасники знімали вінки і роздавали дівчатам, які їх виплітали. З вінками дівчата йшли до річки для ворожіння на суджених. Опісля — розходилися, виконуючи останні цього року веснянки (найчастіше — пісню «Кривий танець»).
Існує варіант обряду за участю дітей. Під час цього проведення обряду організатори дійства виготовляли вінки з квітів, трав і листя для кожного учасника та створювали костюм для дівчини, яка грає головну роль (Кустянки). Цей процес відбувався в лісі, звідки в полудневу пору гурт увібраних в обрядове вбрання дітей вирушає до села, співаючи кустові пісні та заходячи у двори з привітаннями з Кустом (літом):
|  | Ой, у тому лісі да всякії квіти, й убирають Куста маленькії діти. Ой, вони приходять з лісу додому, Дай поздоровляють з Кустом в кожному дому. |

## Значення
Обряд «Водіння Куста» та кустових або троїцьких пісень є характерними ознаками музичної традиції Пінщини. Дійство пов'язане з культом рослинності і мотивами аграрно-магічного змісту. Звичай обдарування Куста кожною родиною схожий на щедрування і сприймається як жертва пращурам.
Досить схожим є обряд «Водіння тополі», який проводиться на Чернігівщині.